# Koga Masato
Masato Koga (sinh ngày 22 tháng 5 năm 1970) là một cầu thủ bóng đá người Nhật Bản.

## Sự nghiệp câu lạc bộ
Masato Koga đã từng chơi cho Yokohama Marinos và Sagan Tosu.